# Canal ionique ASIC
Le canal ionique ASIC (de l'anglais "acid-sensing ion channel") est un canal ionique de la famille DEG/ENaC activé par l'acidification extracellulaire. Quatre gènes codent 6 isoformes : ASIC1a (ASIC,ASICα), ASIC1b (ASICβ), ASIC2a, ASIC2b, ASIC3 (DRASIC) et ASIC4 (SPASIC). De ces six isoformes, quatre sont actives sous forme homomérique : ASIC1a, ASIC1b, ASIC2a et ASIC3. L'isoforme ASIC2b a la capacité de moduler le courant lorsqu'il est exprimé avec d'autres isoformes et forme un hétéromère. À ce jour, aucune fonction n'a été trouvée pour l'isoforme ASIC4. Le canal est principalement sélectif au sodium (PNa/PK≈10. La perméabilité au calcium est très faible, excepté pour ASIC1a (PCa/PNa≈[Combien ?]).

## Pharmacologie
ASIC est inhibé par l'amiloride.
ASIC1a est spécifiquement inhibé par un peptide extrait du venin de la mygale Psalmopoeus cambridgei, la psalmotoxine (PcTX1).

## Rôles physiologiques
Les canaux ioniques ASIC sont possiblement impliqués dans les mécanismes de douleur, de mécanotransduction, de neurotransmission, etc.
- ASIC1a
- ASIC1b
- ASIC2a
- ASIC2b
- ASIC3
- ASIC4: Aucun rôle connu (ref).

## Structure
La structure cristalline obtenue en … révèle une organisation en trimère.